# Ian Khama

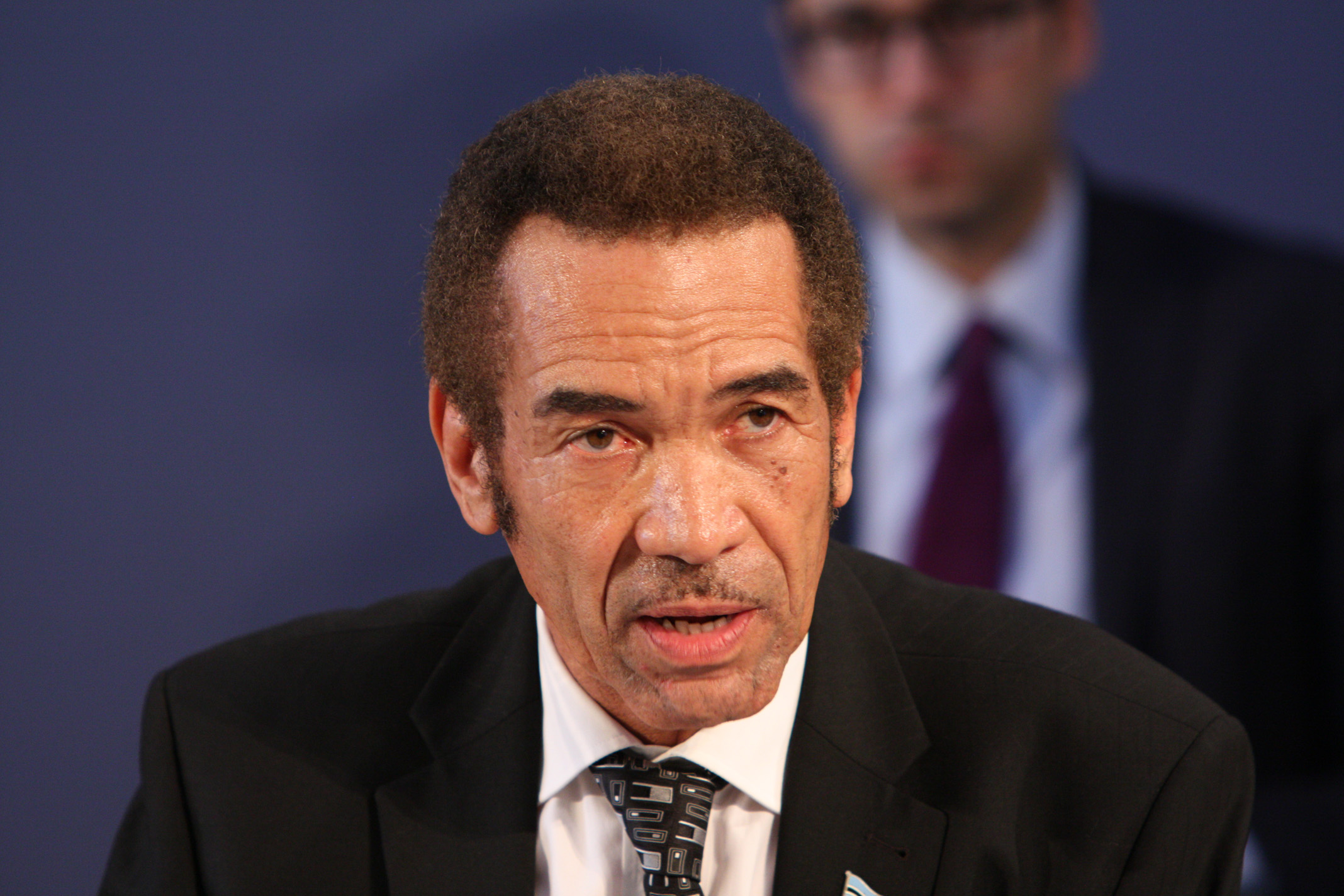
Ian Khama (2014)

Seretse Khama Ian Khama (auch Ian a Sêrêtsê; * 27. Februar 1953 in Chertsey, England) ist ein botswanischer Politiker und ehemaliger Kommandeur der Botswana Defence Force im Rang eines Generalleutnants. Von 2008 bis 2018 war er Präsident von Botswana. Als ältester Sohn von Sir Seretse Khama, der als erster politischen Führer des Landes nach der Unabhängigkeit von 1966 bis 1980 Präsident war, und dessen Frau Ruth Williams Khama ist Ian Khama auch Oberhaupt der Bamangwato-Ethnie. 2019 verließ er die Botswana Democratic Party und schloss sich der Opposition an.

## Leben

### Jugend und militärische Laufbahn
Khama wurde als zweites Kind seiner damals in England lebenden Eltern geboren. 1956 zog die Familie in die Heimat seines Vaters, Bechuanaland. Er besuchte das Waterford College in Swasiland. Er machte eine Pilotenausbildung in der britischen Royal Military Academy Sandhurst und wurde 1977 zum Brigadegeneral und damit stellvertretenden Kommandeur der Botswana Defence Force (BDF) ernannt. Von 1989 bis 1998 war er Kommandeur der BDF.

### Vizepräsident
Khama kündigte am 16. Dezember 1997 als damaliger Kommandeur der Streitkräfte Botswanas seinen Rücktritt von diesem Posten zum 31. März 1998 an. Da dieses Datum mit dem Ausscheiden aus dem Amt des damaligen Präsidenten Quett Masire zusammenfiel, gab dies zu Spekulationen über eine politische Laufbahn Khamas Anlass. Am 1. April 1998, als der vorherige Vizepräsident Festus Mogae die Nachfolge von Masire antrat, wurde Khama zum neuen Vizepräsidenten ernannt. Allerdings war Khama zum damaligen Zeitpunkt kein Mitglied der Nationalversammlung und konnte deswegen sein Amt nicht sofort antreten. Anfang Juli 1998 errang er bei einer Nachwahl im Nord-Serowe einen überwältigenden Sieg. Khama erhielt 2986 Stimmen, der Oppositionskandidat der Botswana National Front bekam nur 86 Stimmen. Am 13. Juli nahm er seinen Sitz in der Nationalversammlung ein und wurde als Vizepräsident vereidigt.

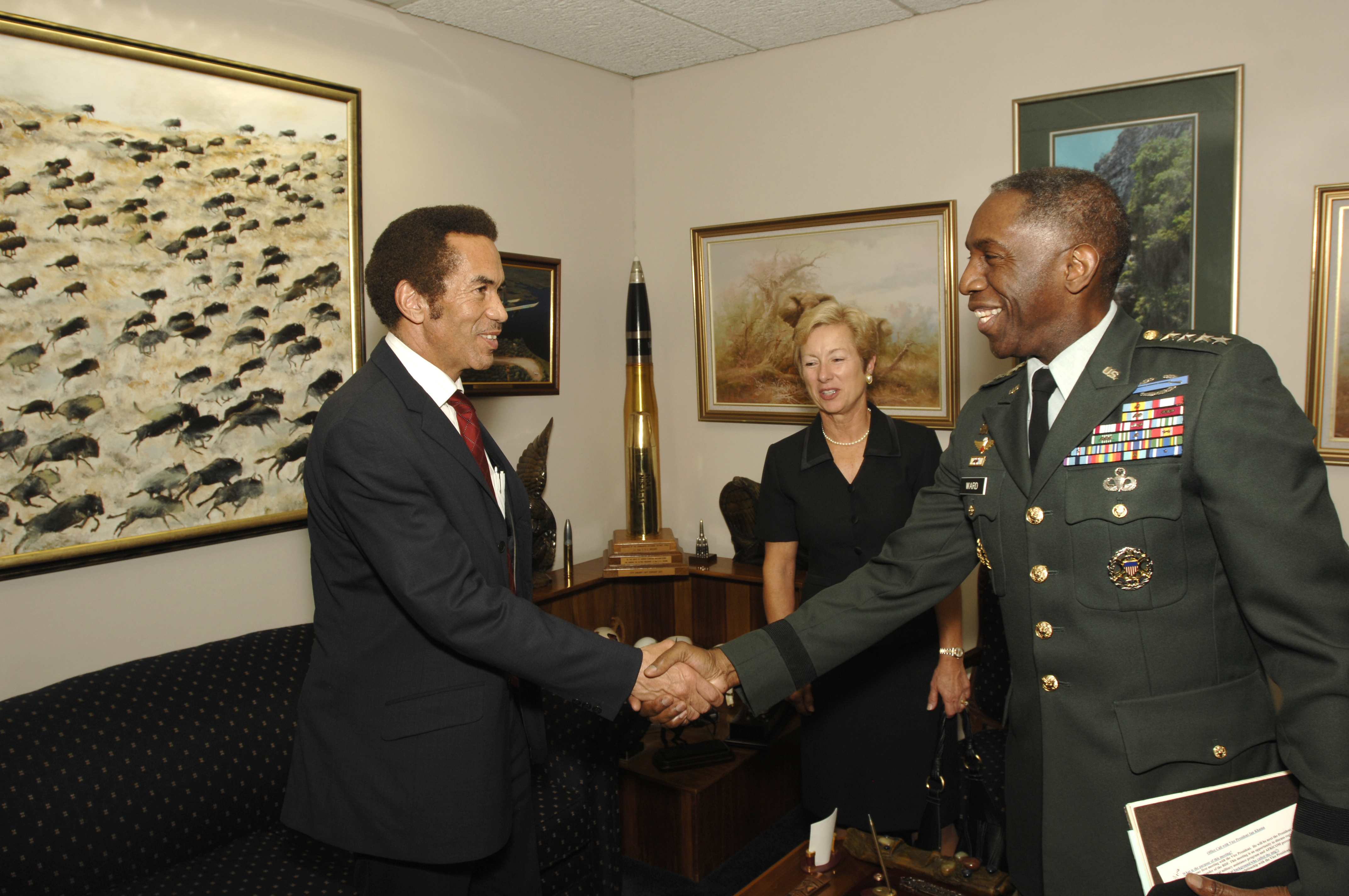
Ian Khama (links) bei einem Treffen mit US-Army-General William E. Ward (rechts)

Nach dem Sieg der regierenden Botswana Democratic Party (BDP) bei den Parlamentswahlen 1999 blieb Khama in seinem Amt als Vizepräsident und als Minister für Angelegenheiten des Präsidenten und der öffentlichen Verwaltung. Mogae gestand Khama einige Zeit später ein Sabbatjahr zu, was durch die oppositionelle Botswana Congress Party und den Botswana Council of Non-Governmental Organizations scharf kritisiert wurde. Khamas Auszeit wurde am 1. Januar 2000 wirksam und am 1. September 2000 nahm er seine Amtsgeschäfte als Vizepräsident wieder auf.
Khama war bereits ein Mitglied des Vorstandes der BDP, als er am 22. Juli 2003 auf dem Parteitag zum Vorsitzenden gewählt wurde. Bei einer Kampfabstimmung besiegte er den vorherigen Parteivorsitzenden Ponatshego Kedikilwe mit 512 zu 219 Stimmen. Khama war von Präsident Mogae unterstützt worden und das Wahlergebnis wurde als erster Schritt auf dem Wege zur Nachfolge Mogaes durch Khama verstanden.

### Präsident von Botswana
Nachdem Mogae bereits vor längerer Zeit seinen Rücktritt angekündigt hatte, übergab er sein Amt an Khama am 1. April 2008. Bei seiner Vereidigung in Gaborone kündigte Khama eine Kontinuität der Politik Botswanas an und sprach sich gegen „radikale Änderungen“ aus. Khama betonte sein Bekenntnis zur Demokratie.
Bei den folgenden Wahlen Mitte Oktober 2009 wurde Khama durch die große parlamentarische Mehrheit seiner BDP für eine weitere fünfjährige Amtszeit bestätigt. Noch vor Auszählung aller Wahlkreise wurde er vom obersten Richter des Landes zum neuen Präsidenten erklärt. Zwar wird ihm intern autoritärer Führungsstil vorgeworfen, er hat sich jedoch seit 2008 im Ausland Ansehen erworben, unter anderem wegen der stabilen Demokratie und seiner Kritik an Mugabes Diktatur im benachbarten Simbabwe.
Im Juni 2016 mussten sich der Herausgeber und ein Journalist des botswanischen Sunday Standard vor Gericht wegen Aufwiegelung gegen den Präsidenten verantworten. Der Journalist hatte 2014 über einen Verkehrsunfall berichtet, bei dem Khama angeblich Fahrerflucht beging. Der Prozess wird als Eingriff in die Pressefreiheit gesehen, die in Botswana als gesichert galt.
Als China 2017 gegen einen privaten Besuch des Dalai Lama in Botswana Druck ausübte, wies Khama diese Einflussnahme mit deutlichen Worten zurück.
Am 31. März 2018 trat Khama nach der verfassungsmäßigen Höchstdauer von zehn Jahren als Präsident zurück. Sein Nachfolger wurde am Folgetag der vormalige Vizepräsident Mokgweetsi Masisi.
Khama wurde während seiner Amtszeit wiederholt dafür kritisiert, wichtige Positionen im Staatsapparat mit Verwandten und Vertrauten zu besetzen.

### Nach der Präsidentschaft
Khama geriet in Streit mit seinem Nachfolger Masisi. Er versuchte vergeblich, mit der Kandidatur von Pelonomi Venson-Moitoi Masisi als Partei- und damit auch Regierungschef zu stürzen. Unter anderem kritisierte er Masisis Vorgehen, die Jagd auf Elefanten wieder zu erlauben. Beobachter wiesen darauf hin, dass Khama im Tourismusbereich geschäftlich aktiv sei. Im Mai 2019 trat er aus der BDP aus. Er setzte sich nach Südafrika ab. Anschließend empfahl er die Wahl von Kandidaten des oppositionellen Umbrella for Democratic Change bei der Parlamentswahl im Oktober 2019 und wirkte an der Gründung der Partei Botswana Patriotic Front (BPF) mit.
Im April 2022 wurde Ian Khama von der Justiz seines Landes vorgeladen. Dem ehemaligen Staatsoberhaupt wird unter anderem illegaler Waffenbesitz vorgeworfen. Der Fall geht auf das Jahr 2016 zurück.

## Sonstiges
Khama ist ein ausgebildeter Pilot, der die Royal Military Academy Sandhurst absolviert hat. Am 29. April 2013 wurde Khama im Gaborone Game Reserve von einem Geparden leicht im Gesicht verletzt. Als Khama 2017 vom Sturz des simbabwischen Präsidenten Robert Mugabe hörte, begann er zu tanzen; ein Video davon wurde in sozialen Netzwerken tausendfach geteilt.
Khama ist nicht verheiratet.